# Puisenval
Puisenval est une commune française située dans le département de la Seine-Maritime en région Normandie.
Avec seulement 24 habitants en 2019, Puisenval est la deuxième commune la moins peuplée de Haute-Normandie, après le Mesnil-Durdent et ses 17 habitants.

## Géographie
|               | Grandcourt                  |             |
| Fresnoy-Folny | Puisenval                   | Preuseville |
|               | Saint-Pierre-des-Jonquières | Smermesnil  |

### Hydrographie
La commune est située dans le bassin Seine-Normandie. Elle n'est drainée par aucun cours d'eau,.

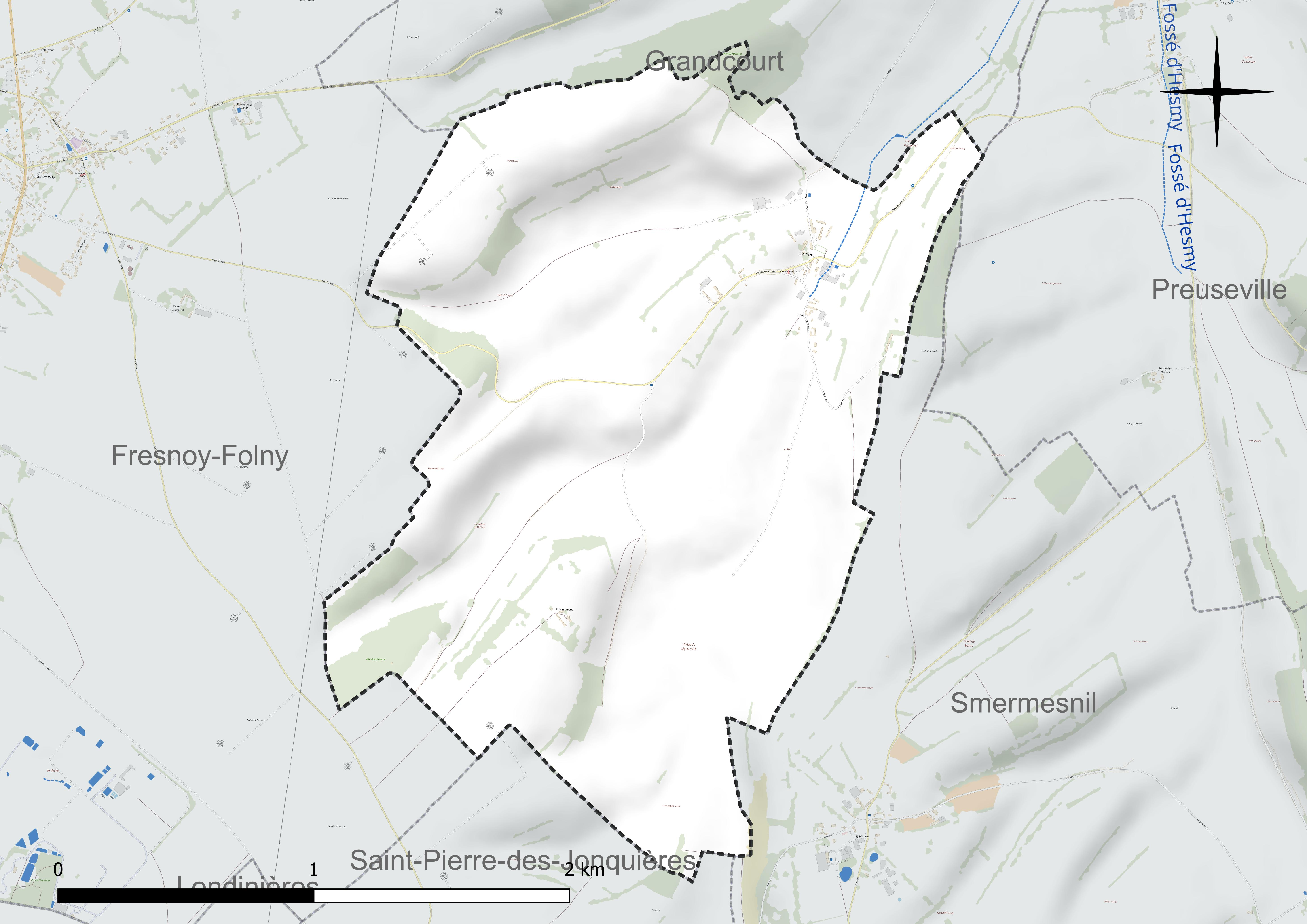
Réseau hydrographique de Puisenval.

### Climat
Pour des articles plus généraux, voir Climat de la Normandie et Climat de la Seine-Maritime.
En 2010, le climat de la commune est de type climat océanique altéré, selon une étude du CNRS s'appuyant sur une série de données couvrant la période 1971-2000. En 2020, Météo-France publie une typologie des climats de la France métropolitaine dans laquelle la commune est exposée à un climat océanique et est dans la région climatique Côtes de la Manche orientale, caractérisée par un faible ensoleillement (1 550 h/an) ; forte humidité de l’air (plus de 20 h/jour avec humidité relative > 80 % en hiver), vents forts fréquents. Parallèlement le GIEC normand, un groupe régional d’experts sur le climat, différencie quant à lui, dans une étude de 2020, trois grands types de climats pour la région Normandie, nuancés à une échelle plus fine par les facteurs géographiques locaux. La commune est, selon ce zonage, exposée à un « climat contrasté des collines », correspondant au Pays de Bray, bien arrosé et frais.
Pour la période 1971-2000, la température annuelle moyenne est de 10,3 °C, avec une amplitude thermique annuelle de 13,3 °C. Le cumul annuel moyen de précipitations est de 880 mm, avec 13,1 jours de précipitations en janvier et 8,9 jours en juillet. Pour la période 1991-2020, la température moyenne annuelle observée sur la station météorologique la plus proche, située sur la commune de Bouelles à 19 km à vol d'oiseau, est de 10,7 °C et le cumul annuel moyen de précipitations est de 838,4 mm,. Pour l'avenir, les paramètres climatiques de la commune estimés pour 2050 selon différents scénarios d’émission de gaz à effet de serre sont consultables sur un site dédié publié par Météo-France en novembre 2022.

## Urbanisme

### Typologie
Au 1er janvier 2024, Puisenval est catégorisée commune rurale à habitat très dispersé, selon la nouvelle grille communale de densité à sept niveaux définie par l'Insee en 2022.
Elle est située hors unité urbaine et hors attraction des villes,.

### Occupation des sols
L'occupation des sols de la commune, telle qu'elle ressort de la base de données européenne d’occupation biophysique des sols Corine Land Cover (CLC), est marquée par l'importance des territoires agricoles (99,1 % en 2018), une proportion identique à celle de 1990 (99,1 %). La répartition détaillée en 2018 est la suivante : 
terres arables (67,2 %), prairies (22 %), zones agricoles hétérogènes (9,9 %), forêts (0,9 %). L'évolution de l’occupation des sols de la commune et de ses infrastructures peut être observée sur les différentes représentations cartographiques du territoire : la carte de Cassini (XVIIIe siècle), la carte d'état-major (1820-1866) et les cartes ou photos aériennes de l'IGN pour la période actuelle (1950 à aujourd'hui).

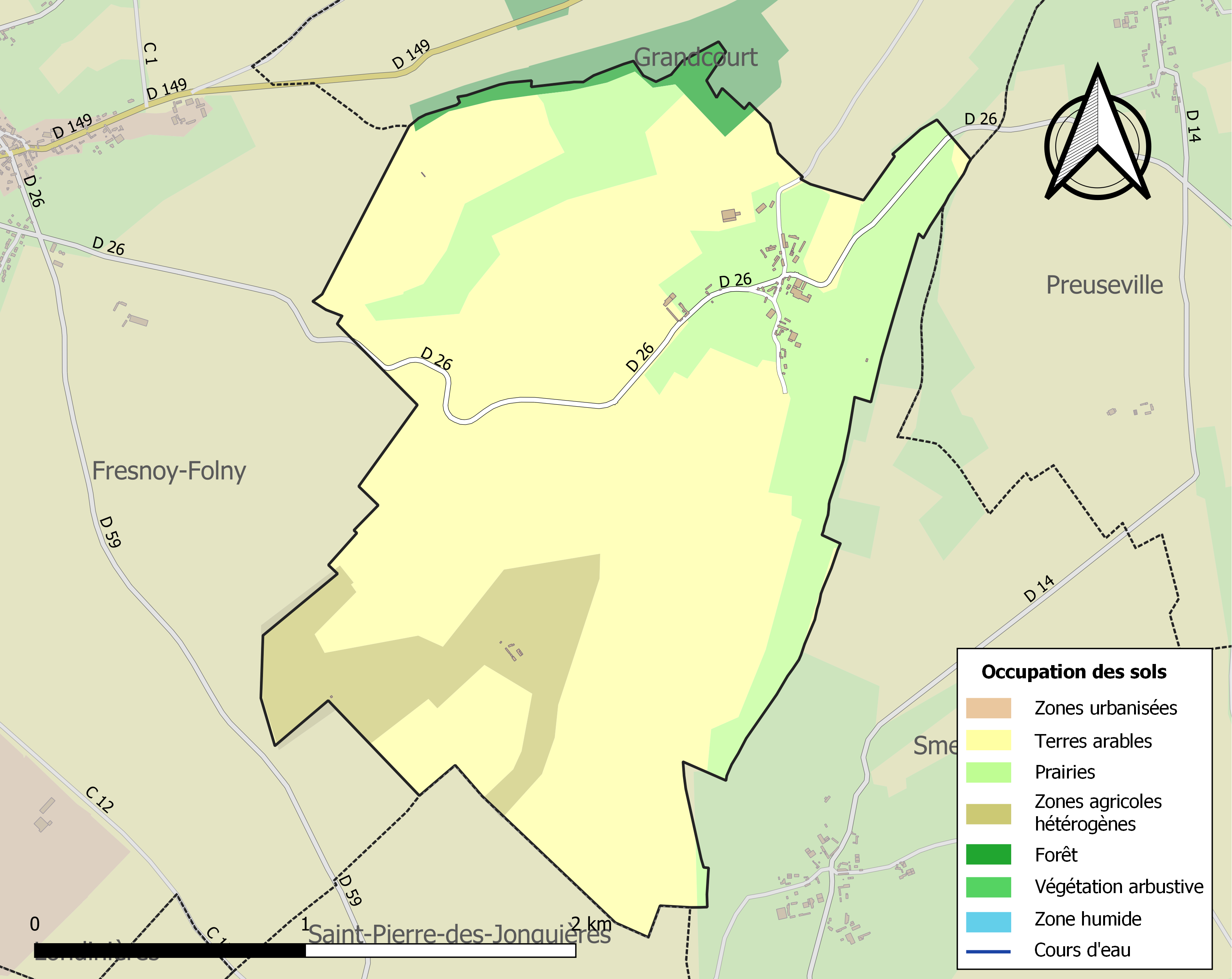
Carte des infrastructures et de l'occupation des sols de la commune en 2018 (CLC).

## Toponymie
Le nom de la localité est attesté sous les formes Puteis en 1151; Apud Puis au début du XIIIe siècle; de Puteo en 1221; Viam de Puteis en 1261; In parrochia de Puteis en 1262; Hugone de Puisval en 1166; Apud Puiz (sans date); Sub nemore de Puis en 1225; Versus Puteos en 1242; In parrochia de Puteis in Valle en 1300; Puteus in Valle en 1337; Puis en Val en 1431 (Longnon); A Saint Nicolas du Puis ou val en 1405; Puis en val en 1433; Puisouval en 1460; Parrochia Sancti Nicolay de Puteo in Valle et gallice de Puis du Val en 1464; Chemin de Pisenval en 1514 et 1515; Puteus in Valle XVIe siècle; Saint Nicolas de Puisenval entre 1640 et 1718; A Pusunval en 1660; Puisinval en 1651 et 1652; Puisenval en 1648; Puzenval en 1704 (Pouillé); Puisanval en 1715 (Frémont); Puisenval en 1757 (Cassini); Le Val de Pusinval en 1570; Puisenval en 1953.
De la langue d'oïl « puits » et de en val signifiant « dans la vallée ».

## Politique et administration
| Période                                  | Période                       | Identité     | Étiquette | Qualité                          |
| ---------------------------------------- | ----------------------------- | ------------ | --------- | -------------------------------- |
| Les données manquantes sont à compléter. |                               |              |           |                                  |
| mars 2001                                | En cours (au 27 janvier 2022) | Sabine Ledue |           | Réélue pour le mandat 2020-2026, |

## Démographie
L'évolution du nombre d'habitants est connue à travers les recensements de la population effectués dans la commune depuis 1793. Pour les communes de moins de 10 000 habitants, une enquête de recensement portant sur toute la population est réalisée tous les cinq ans, les populations de référence des années intermédiaires étant quant à elles estimées par interpolation ou extrapolation. Pour la commune, le premier recensement exhaustif entrant dans le cadre du nouveau dispositif a été réalisé en 2007.

En 2022, la commune comptait 31 habitants, en évolution de +19,23 % par rapport à 2016 (Seine-Maritime : +0,35 %, France hors Mayotte : +2,11 %).
| 1793 | 1800 | 1806 | 1821 | 1831 | 1836 | 1841 | 1846 | 1851 |
| ---- | ---- | ---- | ---- | ---- | ---- | ---- | ---- | ---- |
| 105  | 81   | 100  | 117  | 130  | 111  | 115  | 120  | 120  |

| 1856 | 1861 | 1866 | 1872 | 1876 | 1881 | 1886 | 1891 | 1896 |
| ---- | ---- | ---- | ---- | ---- | ---- | ---- | ---- | ---- |
| 94   | 114  | 129  | 111  | 107  | 103  | 101  | 127  | 101  |

| 1901 | 1906 | 1911 | 1921 | 1926 | 1931 | 1936 | 1946 | 1954 |
| ---- | ---- | ---- | ---- | ---- | ---- | ---- | ---- | ---- |
| 113  | 95   | 90   | 70   | 79   | 86   | 81   | 79   | 64   |

| 1962 | 1968 | 1975 | 1982 | 1990 | 1999 | 2006 | 2007 | 2012 |
| ---- | ---- | ---- | ---- | ---- | ---- | ---- | ---- | ---- |
| 54   | 63   | 47   | 38   | 35   | 23   | 26   | 26   | 28   |

| 2017 | 2022 | - | - | - | - | - | - | - |
| ---- | ---- | - | - | - | - | - | - | - |
| 25   | 31   | - | - | - | - | - | - | - |

## Culture locale et patrimoine

### Lieux et monuments
Église Saint-Nicolas : datant du XIe siècle, l'église s’est effondrée lors d'une très forte tempête en 2020, le toit et la charpente tombant sur eux-mêmes. La réparation de l'édifice, désacralisé depuis une quarantaine d'années, n'a pas pu se faire car le coût des travaux (de l'ordre du million d'euros) est incompatible avec les capacités financières d'un si petit village. Celui-ci a donc été démoli. Néanmoins, la cloche a été préservée et pourrait être réinstallée dans un mini-clocher construit à cet effet.